# جاز جهنمی
«جاز جهنمی» (به انگلیسی: Jazz from Hell) آلبومی از هنرمند اهل ایالات متحده آمریکا فرانک زاپا است که در سال ۱۹۸۶ میلادی منتشر شد.